# Robert Duvall
Robert Selden Duvall (født 5. januar 1931) er en amerikansk filmskuespiller og instruktør som har vundet en oscar, to Emmy priser og 4 Golden Globe priser. Han har spillet med i film som At dræbe en sangfugl, The Godfather, The Godfather Part II, Apocalypse now, The Natural, Network, THX 1138, MASH, The Great Santini, Tender Mercies, Lonesome Dove og The Apostle.

## Biografi

### Tidlige år
Duvall blev født i San Diego i Californien, søn af Mildred Virginia, en amatørskuespillerinde i familie med General Robert E. Lee, og William Howard Duvall, en U.S. Navy admiral, der stammede fra Virginia. Duvall's far var methodist og hans mor en Christian Scientist, og Duvall blev opdraget i Christian Science troen. Duvall voksede op i en militærfamilie, og boede en overgang i Annapolis, Maryland i nærheden af flådeakademiet. Han gik på Severn skole i Severna Park, Maryland og The Principia i St. Louis, Missouri. I 1953 fik han eksamen på Principia College i Elsah, Illinois. Han gjorde tjeneste i hæren (service number 52 346 646) fra 19. august 1953 til 20. august 1954, og forlod hæren som menig. Mens han var stationeret på Fort Gordon i Georgia, spillede Duvall med i en amatøropsætning af komedien "Room Service" i det nærliggende Augusta.  
Efter at være kommet ud af hæren studerede Duvall skuespil ved Neighborhood Playhouse School of Theatre i New York under Sanford Meisner. Mens han arbejdede på at blive skuespiller arbejdede han på et posthus i Manhattan. Duvall er god ven af skuespillerne Dustin Hoffman og Gene Hackman som han lærte at kende i de år de kæmpede for at blive skuespillere. På et vist tidspunkt delte Duvall lejlighed med Hoffman mens de ledte efter arbejde. 

### Karriere
Duvalls filmdebut var som Boo Radley i den kritikerroste Dræb ikke en Sangfugl (1962). 
Senere spillede Duvall den notoriske skurk Ned Pepper i True Grit (1969), og Major Frank Burns i filmen MASH fra 1970, men hans gennembrudsrolle var som Tom Hagen i The Godfather (1972) og The Godfather Part II (1974). Han blev nomineret til en Oscar for bedste birolle i A Civil Action og for hans rolle som oberstløjtnant Kilgore i Apocalypse Now (1979). Han fik også en oscar nominering for bedste hovedrolle i The Great Santini som oberstløjtnant "Bull" Meechum, som var løst baseret på den berømte marineflyver, oberst Donald Conroy.  Han fik en Oscar for bedste skuespiller i Tender Mercies (1983). Hans replik "I love the smell of napalm in the morning" fra Apocalypse Now betragtes i dag som en klassisk replik i filmhistorien. Den fulde tekst er følgende:   
| Citat | Lugter du det? Kan du lugte det? Napalm min søn. Intet andet i verden lugter sådan. Jeg elsker lugten af napalm om morgenen. Det ved, på et tidspunkt fik vi bombarderet en bakke, i 12 timer. Da det var ovre gik jeg over den. Vi fandt ikke nogen af dem, ikke en eneste stinkende krop. Lugten, ved du, den lugt af benzin, hele bakket. Det lugtede som ... sejr. (Pause) En dag får denne krig en ende... | Citat |
|       | |       |

Han instruerede den kritikerroste The Apostle, om en prædikant, som er på flugt fra loven, og Assassination Tango (2002), en thriller om en af hans foretrukne hobbies, tango. Han fik en stjerne på Hollywood Walk of Fame den 18. september 2003. 
Duvall spillede general Robert E. Lee i Gods and Generals i 2003 og er faktisk i familie med den konfødererede generel. Han har flere gange udtalt, at hans favoritrolle var den som Augustus "Gus" McCrae i Lonesome Dove.
I 2005 fik han tildelt en National Medal of Arts af præsident George W. Bush i Det hvide Hus.

### Personlige liv
Duvall er en nær ven af Dustin Hoffman og Gene Hackman, som han begge har kendt siden de alle kæmpede for at blive skuespiller. Han har været gift fire gange. først med Barbara Benjamin, fra 1964 til 1975. Dernæst giftede han sig med Gail Youngs (1982–1986) og Sharon Brophy (1991–1996). 
I 2005 giftede Duvall sig med Luciana Pedraza, barnebarn af den berømte argentinske pilot Susana Ferrari Billinghurst. Han mødte Pedraza på en gade i Buenos Aires, Argentina. De er begge født den 5. januar, men Duvall er 41 år ældre. De har levet sammen siden 1997. Duvall og Luciane har været aktive støtter af Pro Mujer, en velgørende organisation, som vil hjælpe Latinamerikas fattigste kvinder med at hjælpe dem selv gennem mikrokreditter, optræning i at drive forretning og have et sundt liv. 
Duvall taler flydende spansk og har en farm i The Plains i Fauquier County, Virginia. Han fylder år samme dag som Godfather co-star Diane Keaton som blev født i 1946. Hans yndlingsby er Buenos Aires. Han er en ivrig tango danser og fodboldfan. Duvall faxede en støttemeddelelse til Dumfries klubben Queen of the South inden holdet spillede i den skotske pokalfinale i 2008. Duvall stiftede bekendtskab med klubben da han indspillede scener til filmen 'A Shot at Glory' i 1999.
Duvall's politiske holdninger er blevet beskrevet som libertarianske eller konservative. Han blev personligt inviteret til indsættelsen af præsident George W. Bush i 2001. I september 2007 meddelte han, at han støttede Rudi Giuliani som præsidentkandidat i 2008. 
 Duvall var med ved det republikanske konvent i 2008 og ifølge den artikel i MBNBC den 29. august 2008, indtalte Duvall de fleste af videoerne til konventet. I september 2008 optrådte han på scenen ved et John McCain-Sarah Palin arrangement i New Mexico, og i oktober 2008 udtalte han, at: "Efter min mening må vi holde den fyr (Barack Obama) ude af Det Hvide Hus."

## Filmografi
| År   | Film                                | Rolle                                   | Andre noter                                                                        |
| ---- | ----------------------------------- | --------------------------------------- | ---------------------------------------------------------------------------------- |
| 1962 | To Kill a Mockingbird               | Arthur 'Boo' Radley                     |                                                                                    |
| 1963 | The Twilight Zone                   | Charley Parkes                          | Episode #110, "Miniature"                                                          |
| 1963 | Captain Newman, M.D.                | Capt. Paul Cabot Winston                |                                                                                    |
| 1964 | The Outer Limits                    | Adam Ballard                            | Episoderne #42, 43, "The Inheritors"                                               |
| 1964 | The Outer Limits                    | Louis Mace                              | Episode #31, "The Chameleon"                                                       |
| 1965 | Nightmare in the Sun                | Motorcyclist                            |                                                                                    |
| 1966 | T.H.E.Cat                           | Laurent                                 | 2 episoder, 1966-1967 TV serie                                                     |
| 1966 | The Chase                           | Edwin Stewart                           |                                                                                    |
| 1968 | The Detective                       | Nestor                                  |                                                                                    |
| 1968 | Countdown                           | Chiz                                    |                                                                                    |
| 1968 | Bullitt                             | Weissberg                               |                                                                                    |
| 1969 | True Grit                           | Ned Pepper                              |                                                                                    |
| 1969 | The Rain People                     | Gordon                                  |                                                                                    |
| 1970 | MASH                                | Frank Burns                             |                                                                                    |
| 1970 | The Revolutionary                   | Despard                                 |                                                                                    |
| 1971 | THX 1138                            | THX 1138                                |                                                                                    |
| 1971 | Lawman                              | Vernon Adams                            |                                                                                    |
| 1972 | The Godfather                       | Tom Hagen                               | Nomineret til Oscar for bedste birolle; Nomineret - BAFTA Award                    |
| 1972 | The Great Northfield Minnesota Raid | Jesse James                             |                                                                                    |
| 1972 | Tomorrow                            | Jackson Fentry                          |                                                                                    |
| 1972 | Joe Kidd                            | Frank Harlan                            |                                                                                    |
| 1973 | The Outfit                          | Earl Macklin                            |                                                                                    |
| 1973 | Badge 373                           | Eddie Ryan                              |                                                                                    |
| 1973 | Lady Ice                            | Ford Pierce                             |                                                                                    |
| 1974 | The Conversation                    | The Director                            | ukrediteret                                                                        |
| 1974 | The Godfather: Part II              | Tom Hagen                               |                                                                                    |
| 1975 | Network                             | Frank Hackett                           |                                                                                    |
| 1975 | The Killer Elite                    | George Hanson                           |                                                                                    |
| 1975 | Breakout                            | Jay Wagner                              |                                                                                    |
| 1976 | The Eagle Has Landed                | Oberst Max Radl                         |                                                                                    |
| 1976 | The Seven-Per-Cent Solution         | Dr. Watson                              |                                                                                    |
| 1976 | Network                             | Frank Hackett                           | Nomineret - BAFTA Award                                                            |
| 1977 | The Greatest                        | Bill McDonald                           |                                                                                    |
| 1978 | Invasion of the Body Snatchers      | Priest on swing                         | ukrediteret                                                                        |
| 1978 | The Betsy                           | Loren Hardeman III                      |                                                                                    |
| 1979 | Apocalypse Now                      | Lieutenant Colonel Bill Kilgore         | BAFTA Award; Golden Globe Award; Nomineret - oscar for bedste birolle              |
| 1979 | The Great Santini                   | Bull Meechum                            | Nomineret - oscar for bedste skuespiller                                           |
| 1979 | Ike                                 | Gen. Dwight D. Eisenhower               | TV mini-serie                                                                      |
| 1981 | True Confessions                    | Thomas Spellacy                         |                                                                                    |
| 1983 | Tender Mercies                      | Max Sledge                              | Oscar for bedste skuespiller; Golden Globe Award                                   |
| 1984 | The Natural                         | Max Mercy                               |                                                                                    |
| 1986 | The Lightship                       | Calvin Caspary                          |                                                                                    |
| 1988 | Colors                              | Officer Bob Hodges                      |                                                                                    |
| 1989 | Lonesome Dove                       | Augustus "Gus" McCrae                   | Golden Globe Award; Nomineret - Emmy Award, udtalte at dette var hans favoritrolle |
| 1990 | A Show of Force                     | Howard                                  |                                                                                    |
| 1990 | Days of Thunder                     | Harry Hogge                             |                                                                                    |
| 1990 | The Handmaid's Tale                 | The Commander                           |                                                                                    |
| 1991 | Rambling Rose                       | Daddy Hilyer                            |                                                                                    |
| 1991 | Convicts                            | Soll                                    |                                                                                    |
| 1992 | Stalin                              | Josef Stalin                            | Golden Globe Award; Nomineret - Emmy Award                                         |
| 1992 | Newsies                             | Joseph Pulitzer                         |                                                                                    |
| 1993 | Falling Down                        | Prendergast                             |                                                                                    |
| 1993 | Wrestling Ernest Hemingway          | Walter                                  |                                                                                    |
| 1993 | Geronimo: An American Legend        | Al Sieber                               |                                                                                    |
| 1994 | The Paper                           | Bernie White                            |                                                                                    |
| 1995 | Something to Talk About             | Wyly King                               |                                                                                    |
| 1995 | The Stars Fell on Henrietta         | Mr. Cox                                 |                                                                                    |
| 1995 | The Scarlet Letter                  | Roger Chillingworth                     |                                                                                    |
| 1996 | Sling Blade                         | Karl's father                           |                                                                                    |
| 1996 | The Man Who Captured Eichmann       | Adolf Eichmann                          | Nomineret - Emmy Award                                                             |
| 1996 | A Family Thing                      | Earl Pilcher Jr.                        |                                                                                    |
| 1996 | Phenomenon                          | Doc Brunder                             |                                                                                    |
| 1997 | The Apostle                         | Euliss 'Sonny' Dewey - The Apostle E.F. | Forfatter/instruktør. Nomineret til Oscar for bedste skuespiller                   |
| 1998 | The Gingerbread Man                 | Dixon Doss                              |                                                                                    |
| 1998 | A Civil Action                      | Jerome Facher                           | Nomineret til Oscar for bedste birolle. Nomineret til Golden Globe Award           |
| 1998 | Deep Impact                         | Capt. Spurgeon 'Fish' Tanner            |                                                                                    |
| 2000 | Gone in 60 Seconds                  | Otto Halliwell                          |                                                                                    |
| 2000 | The 6th Day                         | Dr. Griffin Weir                        |                                                                                    |
| 2000 | A Shot at Glory                     | Gordon McLeod                           |                                                                                    |
| 2002 | John Q                              | Lt. Frank Grimes                        |                                                                                    |
| 2002 | Assassination Tango                 | John J. Anderson                        | Forfatter og instruktør                                                            |
| 2003 | Gods and Generals                   | Gen. Robert E. Lee                      |                                                                                    |
| 2003 | Secondhand Lions                    | Hub                                     |                                                                                    |
| 2003 | Open Range                          | Boss Spearman                           |                                                                                    |
| 2005 | Kicking & Screaming                 | Buck Weston                             |                                                                                    |
| 2005 | Thank You for Smoking               | Doak "The Captain" Boykin               |                                                                                    |
| 2006 | Broken Trail                        | Prentice "Print" Ritter                 | Emmy Award; Nomineret til Golden Globe Award                                       |
| 2007 | Lucky You                           | Mr. Cheever                             |                                                                                    |
| 2007 | We Own the Night                    | Albert Grusinsky                        |                                                                                    |
| 2008 | Four Christmases                    | Howard                                  | afventer premiere                                                                  |
| 2008 | The Road                            | Old Man                                 | i post-production                                                                  |

## Eksterne links
- Wikimedia Commons har flere filer relateret til Robert Duvall
- Politiske bidrag fra Robert Duvall
- Robert Duvall på Internet Movie Database (engelsk)
- Robert Duvall på Filmdatabasen
- Robert Duvall på Scope
- Robert Duvall på Svensk Filmdatabas (svensk)
- Robert Duvall på AlloCiné (fransk)
- Robert Duvall på AllMovie (engelsk)
- Robert Duvall på Turner Classic Movies (engelsk)
- Robert Duvall på Rotten Tomatoes (engelsk)
- Robert Duvall på The Movie Database (engelsk)
- Robert Duvall på Internet Broadway Database (engelsk)
- 'Napalm' speech tops movie poll BBC
- Artículo Star Pulse 19/6/2006- "Hollywood legend Robert Duvall discovers he married into a family of great Argentinean aviators".   Arkiveret 3. september 2009 hos  Wayback Machine